# Vallée-de-Ronsard
Vallée-de-Ronsard è un comune francese di 521 abitanti situato nel dipartimento del Loir-et-Cher nella regione del Centro-Valle della Loira.
Viene costituito il 1º gennaio 2019 dalla fusione dei comuni di Couture-sur-Loir e Tréhet.

## Società

### Evoluzione demografica
Abitanti censiti